# Philippe Christanval
Philippe Charles Lucien Christanval (París, 31 d'agost de 1978) és un futbolista professional francès retirat originari de Guadalupe (França). Ocupava la posició de defensa.

## Trajectòria
La seua carrera s'inicia a l'AS Monaco el 1999, on realitza 81 aparicions i marca un gol. Hi guanya el campionat francès de la temporada 99/00 amb el conjunt del Principat, amb qui juga també la Champions League.
Al juny del 2001, el FC Barcelona el fitxa per 6,5 milions de lliures. Al conjunt blaugrana no té massa fortuna, sofrint diverses lesions. El 2003 marxa a l'Olympique de Marsella, on només disputa 13 partits en dos anys.
El 2005 passa dues setmanes de prova a l'Arsenal FC, però no arriba a convèncer a l'entrenador gunner, Arsène Wenger. Fitxa llavors per un altre equip londinenc, el Fulham. Hi passa tres campanyes, la darrera pràcticament en blanc a causa de les lesions.
De cara a la campanya 08/09 no hi troba equip i roman com a agent lliure, fins que a l'abril del 2009 anuncia la seua retirada.
Participà en el Mundial Juvenil de 1997. Amb la selecció francesa absoluta hi va aparèixer en cinc ocasions, tot acudint a la Copa del Món del 2002.